# HV Tonegido
Tonegido is een handbalvereniging uit het Noord-Hollandse Hippolytushoef. De club Tonegido, ook wel Tot ons nut en genoegen is dit opgericht voluit, is opgericht op 15 augustus 1945 door Rits Kat, Harm van der Schaaf, Gert Rotgans en Ab Steigstra als handbal- en atletiekvereniging.
In het seizoen 2020/2021 speelde het eerste herenteam van Tonegido voor het eerst in de eerste divisie.